# Gabriel Díaz Vara y Calderón
Gabriel Díaz Vara y Calderón (1621–1676) foi um prelado católico romano que serviu como bispo de Santiago de Cuba (1671–1676).

## Biografia
Gabriel Díaz Vara y Calderón nasceu em Madrid, em Espanha, em 1621. A 14 de dezembro de 1671, foi nomeado durante o papado do Papa Clemente X como Bispo de Santiago de Cuba. A 4 de setembro de 1672 foi consagrado bispo por Ambrosio Ignacio Spínola y Guzman, arcebispo de Sevilha. Serviu como Bispo de Santiago de Cuba até à sua morte no dia 13 de março de 1676.